# اتفاقية الولايات المتحدة للمرتزقة المأجورين
اتفاقية الأمم المتحدة لتجنيد المرتزقة، هي وبشكل رسمي عبارة عن الاتفاقية الدولية لمناهضة تجنيد واستخدام وتمويل وتدريب المرتزقة، وفي معاهدة الامم المتحدة في 2001 تم حظر تجنيد وتدريب واستخدام وتمويل المرتزقة. في الجلسة العامة 72 المعقودة في 4 ديسمبر 1989، اختتمت الجمعية العامة للأمم المتحدة الاتفاقية بموجب قرارها 44/34. دخلت الاتفاقية حيز التنفيذ في 20 أكتوبر 2001 وصادقت عليها 46 دولة.

## المادة 1 (تعريف المرتزق)
تتضمن المادة 1 من الاتفاقية التعريف التالي للمرتزق:
1 - المرتزق هو أي شخص:
(أ) تم تجنيده بشكل خاص محليًا أو في الخارج للقتال في نزاع مسلح
(ب) مدفوعًا للمشاركة في الأعمال العدائية رغبةً في تحقيق مكاسب شخصية، بينما في الواقع تم التعهد به من طرف أو نيابة عن أحد افراد النزاع، بتعويض مادي يزيد بشكل كبير عما تم التعهد به أو دفعه لمقاتلي الرتب والوظائف المماثلة في القوات المسلحة لذلك الطرف
(ج) ان لا يكون رعاياً لأحد أطراف النزاع ولا مقيماً في إقليم يسيطر عليه أحد أطراف النزاع
(د) ليس من أفراد القوات المسلحة لطرف في النزاع
(هـ) ولم ترسله دولة ليست طرفًا في النزاع في مهمة رسمية كعضو في قواتها المسلحة
2 - المرتزق هو أيضا أي شخص:
(أ) تم تجنيده خصيصًا محليًا أو في الخارج بغرض المشاركة في أعمال عنف متضافرة تهدف إلى:
'1` الإطاحة بحكومة أو تقويض النظام الدستوري لدولة ما بطريقة أخرى
'2` تقويض السلامة الإقليمية لدولة ما
(ب) مدفوعًا بشكل رسمي للمشاركة فيه رغبةً في تحقيق مكاسب خاصة كبيرة حيث دفعه الوعد بتعويض مادي أو دفعه
(ج) ليس من رعايا الدولة التي وُجهت ضدها مثل هذا الفعل، ولم يكن مقيمًا فيها
(د) لم ترسله دولة في مهمة رسمية
(هـ) ليس من أفراد القوات المسلحة للدولة التي يرتكب الفعل على أراضيها- اتفاقية الأمم المتحدة للمرتزقة

## المادة 2
«أي شخص يقوم بتجنيد المرتزقة أو استخدامهم أو تمويلهم أو تدريبهم، على النحو المحدد في المادة 1 من هذه الاتفاقية، فإنه يعدمرتكب جريمة لانتهاك ما نصت عليه الاتفاقية».

## المادة 3
"1. يرتكب المرتزق، على النحو المحدد في المادة 1 من هذه الاتفاقية، الذي يشارك بشكل مباشر في قتال أو في عمل عنف متضافر حسب الحالة، يعد مرتكب لجريمة ومنتهكاً لما نصت عليه الاتفاقية.
2. ليس في هذه المادة ما يحد من نطاق تطبيق المادة الرابعة من هذه الاتفاقية."

## المادة 4
تعد جريمة إذا ارتكب الشخص أي من التالي:
(أ) الشروع في ارتكاب إحدى الجرائم المنصوص عليها في هذه الاتفاقية.
(ب) هو شريك شخص يرتكب أو يحاول ارتكاب أي من الجرائم المنصوص عليها في هذه الاتفاقية.

## المادة 5
"1. لا يجوز للدول الأطراف أن تجند المرتزقة أو تستخدمهم أو تمولهم أو تدربهم وتحظر هذه الأنشطة وفقا لأحكام هذه الاتفاقية.
2. لا يجوز للدول الأطراف أن تجند المرتزقة أو تستخدمهم أو تمولهم أو تدربهم لغرض معارضة الممارسة المشروعة لحق الشعوب غير القابل للتصرف في تحديد الأمور المصيرية، كما يقره القانون الدولي وبموجب ما يتفق مع القانون الدولي باستخدام التدابير المناسبة. لمنع تجنيد المرتزقة أو استخدامهم أو تمويلهم أو تدريبهم لهذا الغرض.
3. ويتعين عليهم أن يعاقبوا على الجرائم المنصوص عليها في هذه الاتفاقية بالعقوبات المناسبة التي تأخذ في الاعتبار خطورة تلك الجرائم."

## المادة 6
"تتعاون الدول الأطراف في منع الجرائم المنصوص عليها في هذه الاتفاقية، ولا سيما من قبل:
(أ) اتخاذ جميع التدابير العملية لمنع الاستعدادات في أراضيها لارتكاب تلك الجرائم داخل أراضيها أو خارجها، بما في ذلك حظر الأنشطة غير المشروعة للأشخاص والجماعات والمنظمات التي تشجع أو تحرض أو تنظم أو تشارك في ارتكاب تلك الجرائم. مثل هذه الجرائم؛
(ب) تنسيق اتخاذ الإجراءات الإدارية والتدابير الأخرى حسب الاقتضاء لمنع ارتكاب تلك الجرائم ".

## المادة 7
«تتعاون الدول الأطراف في اتخاذ التدابير اللازمة لتنفيذ هذه الاتفاقية.»

## الموقعون والأطراف
تم التصديق على الاتفاقية اعتبارًا من أغسطس 2021 من قبل 46 دولة.
فيما يلي الدول التي وقعت على الاتفاقية أو صادقت عليها أو انضمت إليها.
ومع ذلك، فإن العديد من الدول التي صدقت على الاتفاقية هي من الدول الموقعة على وثيقة مونترو التي على عكس الاتفاقية المكتوبة أعلاه، لا تجعل استخدام المرتزقة غير قانوني ولكنها تعطي وثيقة حول استخدام المرتزقة بما في ذلك «الممارسات الجيدة»، كاتفاق ليس له عقوبات أو قيود قانونية مرتبطة به.

## روابط خارجية
- Text of the convention, list of signatories
- Procedural history and related documents on the International Convention against the Recruitment, Use, Financing and Training of Mercenaries in the Historic Archives of the United Nations Audiovisual Library of International Law